# Сантуери
Сантуери (исп. Castell de Santueri) — каменная крепость на 400-метровой горе в Серрес-де-Левант в муниципалитете Феланич на острове Майорка, примерно в семи километрах к юго-востоку от города Феланич.

## История
Уже во времена Римской империи (после 123 года до н. э.), когда Балеарские острова перешли под контроль Рима, на вершине холма была построена крепость.
В раннее Средневековье укрепления оказались заброшены.
После завоевания в 902 году Майорки властителями Кордовского эмирата крепость была восстановлены и усилена.
В период Реконкисты на острове в 1229 года высадилась армия короля Арагона Хайме I. В процессе осады стены и башни оказались почти полностью разрушены.
В XIV веке на руинах предыдущих укреплений арагонцы выстроили новую крепость для защиты от пиратских атак.
К XVII векe крепость пришла в упадок.

## Описание
Крепость построена из белого известняка. Многие фрагменты хорошо сохранились, в том числе стены по периметру и часть башен.

## Галерея

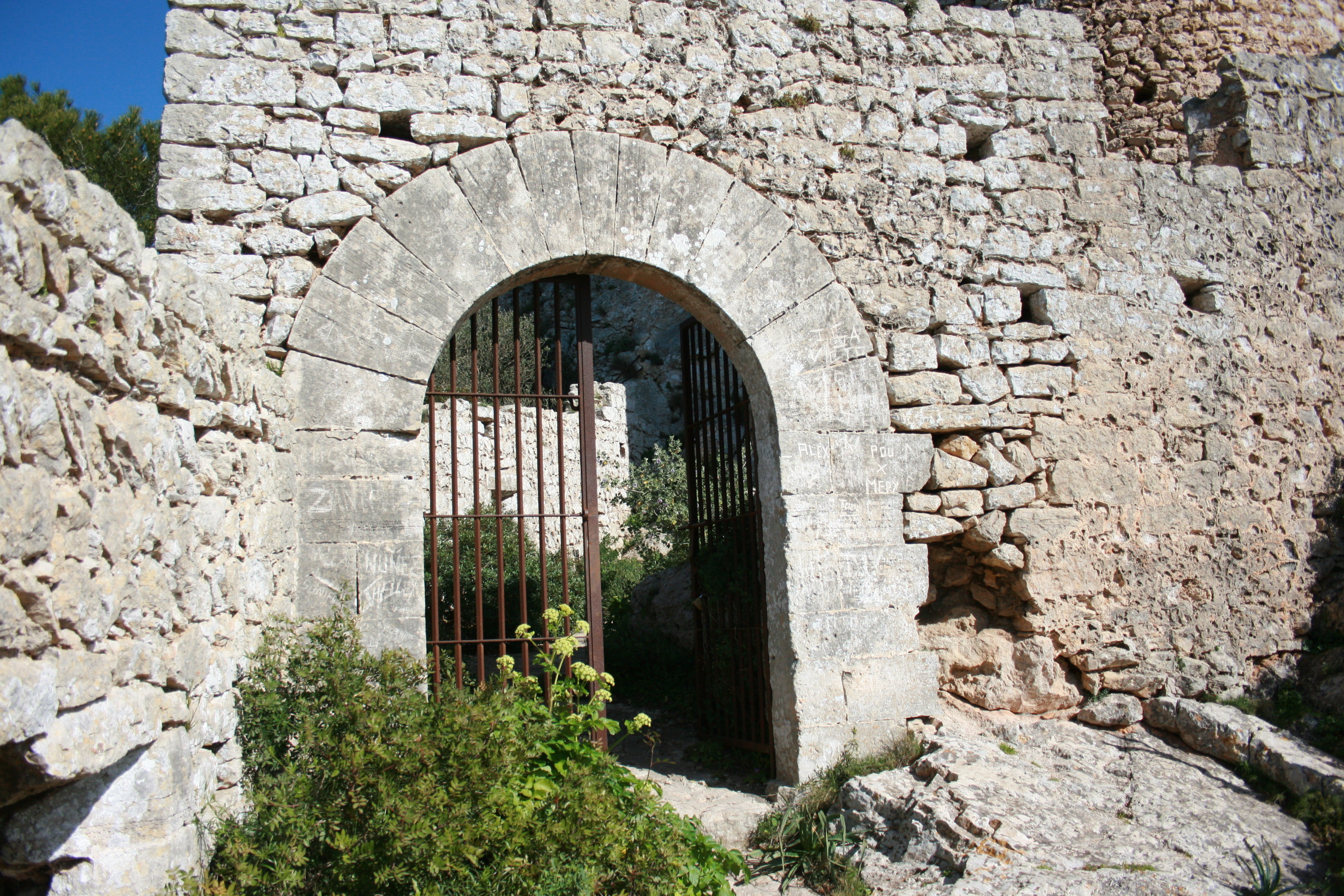
Вход в крепость
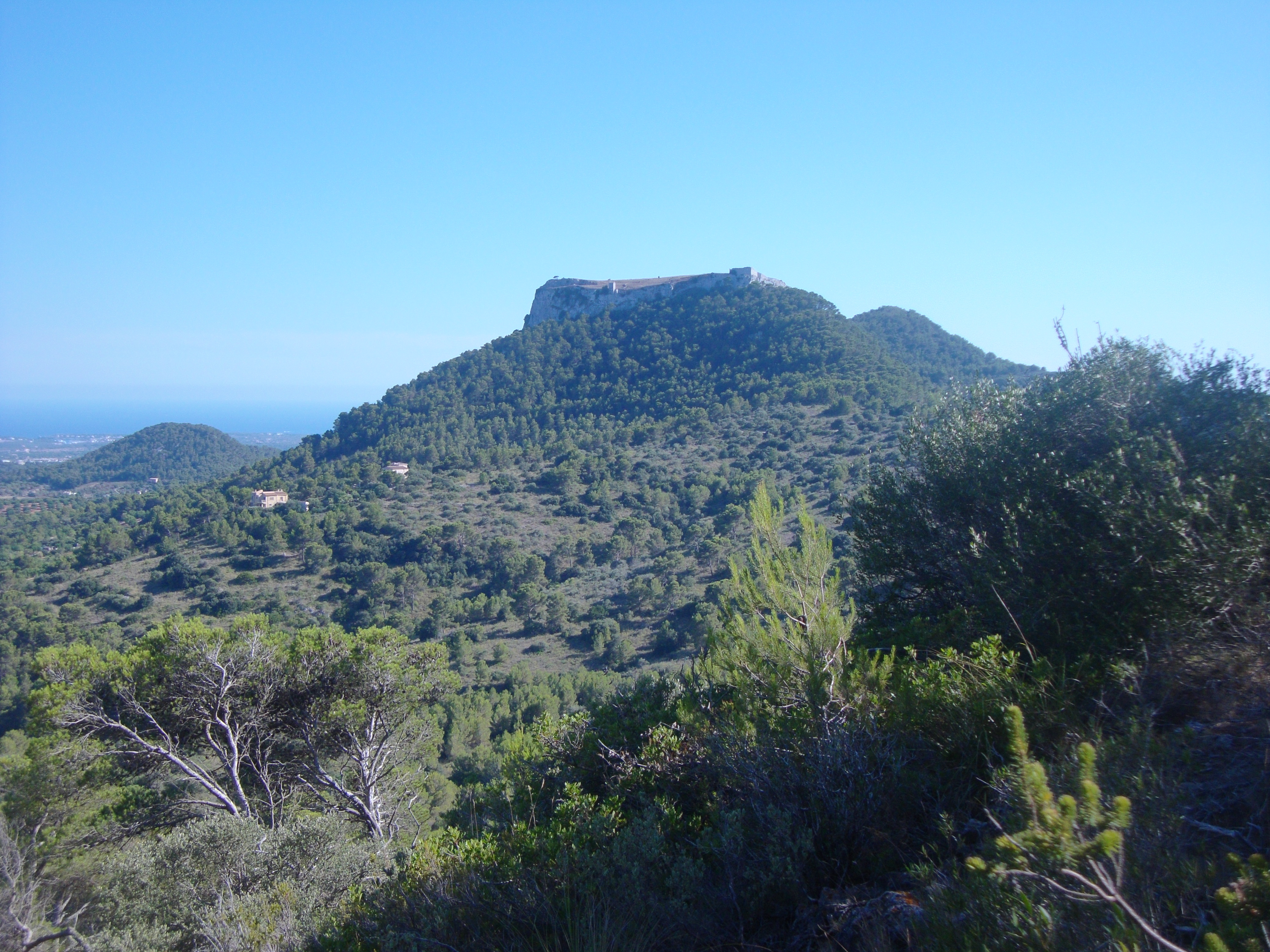
Вид на гору, где расположена крепость
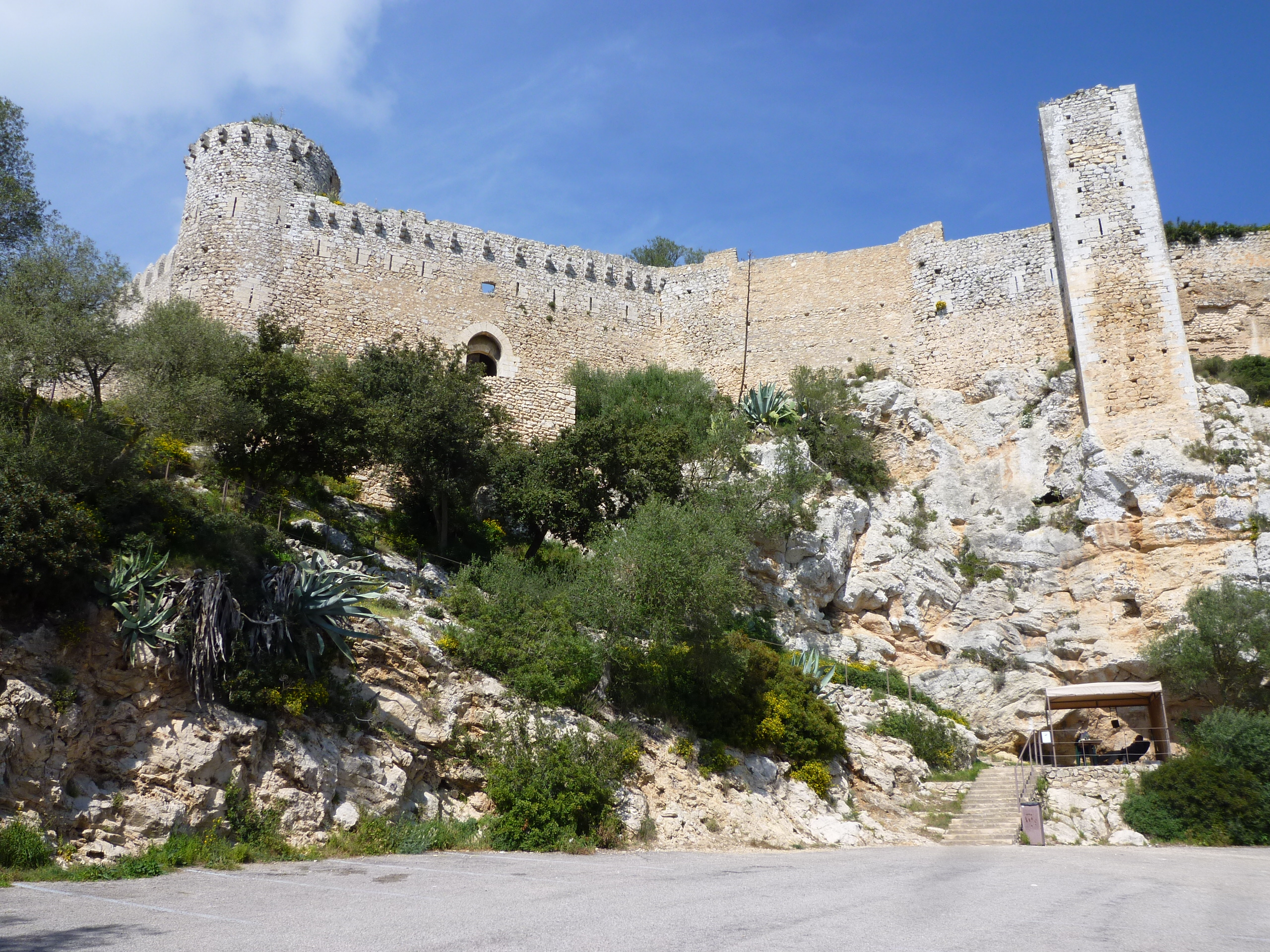
Башни и стены крепости
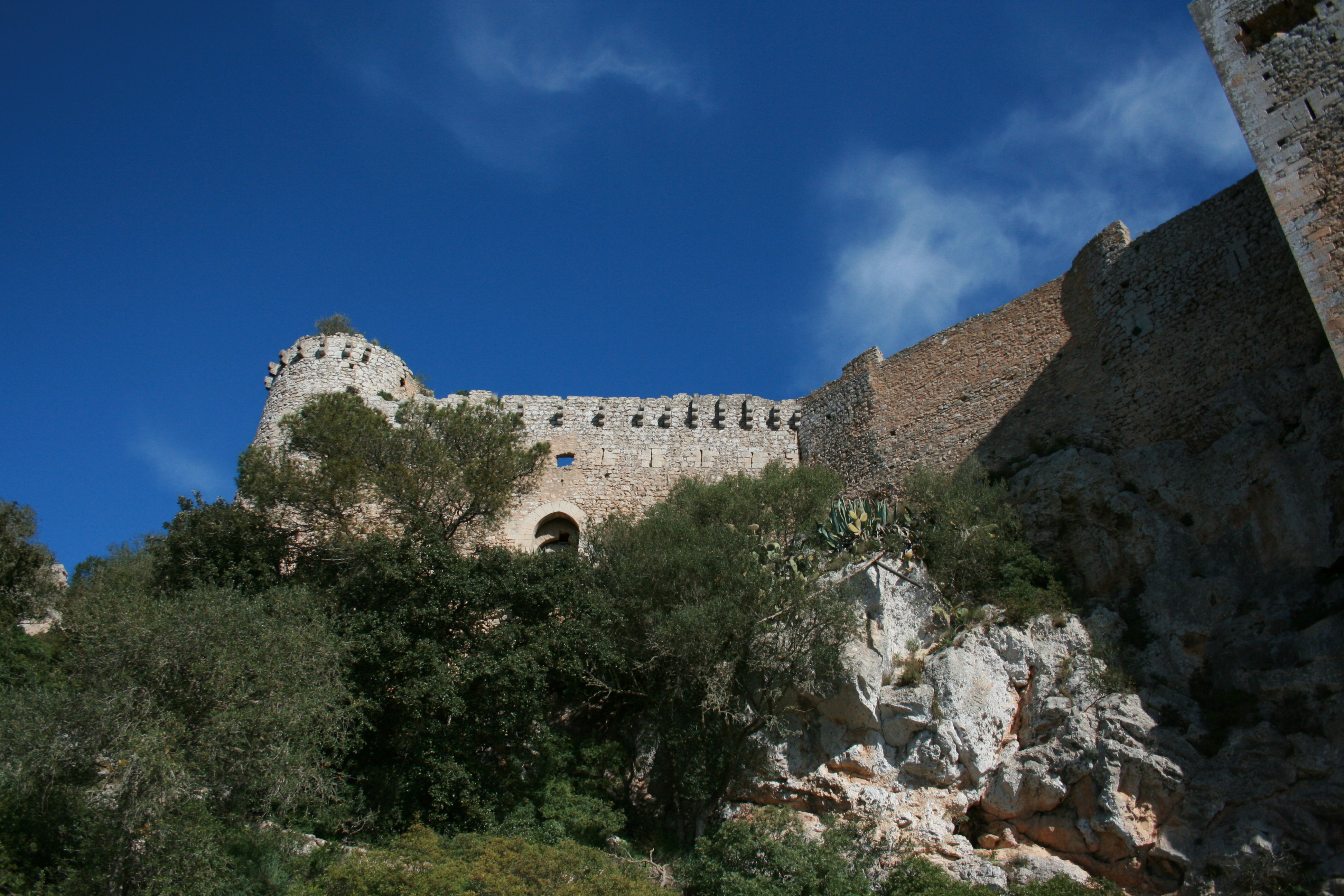
Вид крепости снизу